# فريدريك ديفيس شو
فريدريك ديفيس شو هو سياسي كندي، ولد في 4 أغسطس 1909 في كندا، وتوفي في 9 ديسمبر 1977. حزبياً، نشط في Social Credit Party of Canada ‏. وقد انتخب عضو مجلس العموم الكندي.